# Honza Volf
Honza Volf (* 25. května 1955 Praha) je český básník, kreslíř a prozaik. Je znám zejména jako autor „sluníčkových“ kalendářů, plakátů a knížek.

## Životopis
Honza se narodil v Praze na Bulovce, ale již ve třech letech odjel s matkou do Sliače na Slovensku, kde žil až do svých 16 let.

Poté, co nebyl v Kremnici přijat na střední výtvarnou školu, se vrátil do Prahy, kde posléze vystudoval Střední uměleckou školu Václava Hollara. Na vysokou školu nebyl přijat z kádrových důvodů. Po škole se čtyři roky živil jako uklízeč v metru, poté pracoval rok v podniku Geodézie jako dělník, načež začal prodávat svoje grafiky na Karlově mostě. Zpočátku na černo a po roce 1989 oficiálně. „Zde,“ jak píše „pod širým nebem strávil dlouhých třináct let.“ Mezitím se, ve 30 letech, oženil. Po rozpadu manželství, z něhož vzešly dvě děti, následovalo období sebehledání, jež trvalo několik let.
V roce 1996 založil Nakladatelství jednoho autora, v němž od té doby vydává svoje díla – knížky, plakáty, kalendáře, diáře a jiné drobnosti.

Počátky nebyly vůbec jednoduché, mnozí jej zrazovali,[kdo?] ale postupem doby si získal řadu příznivců.

## Tvorba
Literatura: Jedná se o ručně psanou, převážně veršovanou tvorbu doprovázenou vlastními kresbami. Jeho humorné rýmy jsou prostoupené optimismem, láskou a, jak říká, sluníčkem.
Grafické práce: vydává plakáty, kalendáře, pohlednice, diáře a mnoho dalších optimistických (sluníčkových) grafik.
Své práce podepisuje Honza Volf. Ten, co neumí hrát golf.